# Liste der Monuments historiques in Vaux-Saules
Die Liste der Monuments historiques in Vaux-Saules führt die Monuments historiques in der französischen Gemeinde Vaux-Saules auf.

## Liste der Objekte
| Bezeichnung       | Beschreibung                  | Standort                       | Kennzeichnung | Schutzstatus | Datum | Bild |
| ----------------- | ----------------------------- | ------------------------------ | ------------- | ------------ | ----- | ---- |
| Fünf Kronleuchter | Bronze, Glas, 19. Jahrhundert | in der Kirche St-Pierre (Lage) | PM21004945    | Inscrit      | 2013  |      |